# Ḩasan Khordū
Ḩasan Khordū är en ort i Iran.   Den ligger i provinsen Khorasan, i den nordöstra delen av landet, 700 km öster om huvudstaden Teheran. Ḩasan Khordū ligger 1 033 meter över havet och antalet invånare är 233.
Terrängen runt Ḩasan Khordū är platt. Runt Ḩasan Khordū är det ganska tätbefolkat, med 185 invånare per kvadratkilometer. Närmaste större samhälle är Mashhad, 16,7 km sydost om Ḩasan Khordū. Runt Ḩasan Khordū är det i huvudsak tätbebyggt.